# Autumn Nations Cup
Autumn Nations Cup fu un torneo internazionale di rugby a 15 organizzato da Six Nations Rugby Ltd in edizione unica nel 2020.
Fu ideato in sostituzione dei consueti test match di fine anno perché, per via dei trasferimenti intercontinentali resi difficili o impossibili dalla pandemia di COVID-19 in atto, non fu possibile la disputa dei consueti tour di fine anno con il confronto tra le nazionali dei due emisferi.
Al torneo presero parte le squadre del Sei Nazioni (Francia, Galles, Inghilterra, Irlanda, Italia e Scozia) più due invitate, Figi e Georgia, e a vincerlo fu la nazionale inglese che, nella finale disputata sul proprio terreno a Twickenham, batté 22-19 la Francia ai tempi supplementari.
Miglior giocatore del torneo fu altresì proclamato il francese Brice Dulin.
Tutte e tre le gare della fase a gironi di Figi furono annullate e dichiarate perse dalla squadra oceaniana per 0-28 per decisione del comitato organizzatore, a causa dell'alto numero di casi positivi al COVID-19 riscontrati nella squadra; le fu tuttavia possibile scendere in campo per la finale del settimo posto, vinta contro la Georgia.
Laddove tutto il torneo fu disputato a porte chiuse, per la finale fu permessa la presenza di 2000 spettatori, la metà dei quali paganti, mentre gli altri 1000 furono assegnatari di biglietti omaggio riservati ai lavoratori del sistema sanitario nazionale britannico (400 posti) nonché ai familiari dei giocatori in campo, ai club di rugby della zona e agli sponsor (gli altri 600).
La copertura televisiva fu garantita da numerose emittenti private e pubbliche in molti Paesi del mondo; per quanto riguarda l'ambito di quelli del Sei Nazioni fu assicurata da RTÉ (Irlanda), Channel 4 (Regno Unito), France 2 (Francia) e Mediaset (Italia).

## Nazionali partecipanti e sedi
| Squadra     | Città              | Impianto interno                         |
| ----------- | ------------------ | ---------------------------------------- |
| Figi        | ‒                  | ‒                                        |
| Francia     | Saint-Denis Vannes | Stade de France Stadio della Rabine      |
| Galles      | Llanelli           | Parc y Scarlets                          |
| Georgia     | Edimburgo          | Stadio di Murrayfield                    |
| Inghilterra | Londra             | Stadio di Twickenham                     |
| Irlanda     | Dublino            | Aviva Stadium                            |
| Italia      | Ancona Firenze     | Stadio Del Conero Stadio Artemio Franchi |
| Scozia      | Edimburgo          | Stadio di Murrayfield                    |

## Formula
Le otto squadre furono ripartite in due gruppi da quattro; in ognuno dei due gruppi ogni squadra incontrò le altre tre con la formula del girone all'italiana.
Per ogni partita vinta il regolamento prevedeva l'assegnazione di 4 punti in classifica; 2 punti ciascuno altresì erano destinati alle squadre che pareggiassero un incontro e zero punti alla squadra sconfitta.
In aggiunta a ciò fu previsto un bonus aggiuntivo di un punto per la squadra che in un incontro marcasse almeno 4 mete, più un ulteriore punto alla squadra che perdesse con 7 o meno punti di scarto.
Dopo la fase a gironi, ogni squadra di un girone incontrò quella con la corrispondente posizione dell'altro girone per determinare la classifica finale del torneo; quindi le due squadre prime classificate si incontrarono per la vittoria del torneo, le seconde per il terzo posto, le terze per il quinto posto e le ultime per il settimo posto.
In caso di parità nelle quattro finali il regolamento prevedeva la sudden death: la prima squadra a segnare nei tempi supplementari avrebbe vinto l'incontro.

## Composizione dei gironi
| Girone A                                   | Girone B                           |
| ------------------------------------------ | ---------------------------------- |
| - Galles - Georgia - Inghilterra - Irlanda | - Figi - Francia - Italia - Scozia |

## Fase a gironi

### Girone A
| Data       | Incontro              | Risultato | Sede     |
| ---------- | --------------------- | --------- | -------- |
| 13-11-2020 | Irlanda — Galles      | 32-9      | Dublino  |
| 14-11-2020 | Inghilterra — Georgia | 40-0      | Londra   |
| 21-11-2020 | Inghilterra — Irlanda | 18-7      | Londra   |
| 21-11-2020 | Galles — Georgia      | 18-0      | Llanelli |
| 28-11-2020 | Galles — Inghilterra  | 13-24     | Llanelli |
| 29-11-2020 | Irlanda — Georgia     | 23-10     | Dublino  |

#### Classifica
|    | Squadra     | G | V | N | P | P+ | P- | P±  | B | PT |
| -- | ----------- | - | - | - | - | -- | -- | --- | - | -- |
| A1 | Inghilterra | 3 | 3 | 0 | 0 | 82 | 20 | +62 | 1 | 13 |
| A2 | Irlanda     | 3 | 2 | 0 | 1 | 62 | 37 | +25 | 0 | 8  |
| A3 | Galles      | 3 | 1 | 0 | 2 | 40 | 56 | −16 | 0 | 4  |
| A4 | Georgia     | 3 | 0 | 0 | 3 | 10 | 81 | −71 | 0 | 0  |

### Girone B
| Data       | Incontro         | Risultato | Sede        |
| ---------- | ---------------- | --------- | ----------- |
| 14-11-2020 | Italia — Scozia  | 17-28     | Firenze     |
| 15-11-2020 | Francia — Figi   | 28-0      | Vannes      |
| 21-11-2020 | Italia — Figi    | 28-0      | Ancona      |
| 22-11-2020 | Scozia — Francia | 15-22     | Edimburgo   |
| 28-11-2020 | Scozia — Figi    | 28-0      | Edimburgo   |
| 28-11-2020 | Francia — Italia | 36-5      | Saint-Denis |

#### Classifica
|    | Squadra | G | V | N | P | P+ | P- | P±  | B | PT |
| -- | ------- | - | - | - | - | -- | -- | --- | - | -- |
| B1 | Francia | 3 | 3 | 0 | 0 | 86 | 20 | +66 | 2 | 14 |
| B2 | Scozia  | 3 | 2 | 0 | 1 | 71 | 39 | +32 | 3 | 11 |
| B3 | Italia  | 3 | 1 | 0 | 2 | 50 | 64 | −14 | 1 | 5  |
| B4 | Figi    | 3 | 0 | 0 | 3 | 0  | 84 | −84 | 0 | 0  |

## Finali

### Finale per il 7º posto
| Arbitro: | Mike Adamson |

|                                  |      |                                                      |
| Melikidze 22’ Saginadze 67’, 78’ | mt   | 1’, 58’, 62’ Nadolo 5’ Dyer 17’ Tuisova 53’ Kunavula |
| Abzhandadze 22’, 67’, 78’        | tr   | 5’, 17’, 53’, 62’ Volavola                           |
| Abzhandadze 10’                  | c.p. |                                                      |

### Finale per il 5º posto
| Arbitro: | Wayne Barnes |

|                                                     |      |                     |
| Hardy 6’ Parry 16’ Davies 57’ North 68’ Tipuric 75’ | mt   | 32’ Zanon 48’ Meyer |
| Sheedy 6’, 16’, 57’, 68’, 75’                       | tr   | 32’ P. Garbisi      |
| Sheedy 45’                                          | c.p. | 28’, 38’ P. Garbisi |

### Finale per il 3º posto
| Arbitro: | Matthew Carley |

|                                |      |                          |
| Earls 37’, 49’ Healy 43’       | mt   | 55’ v. d. Merwe          |
| Sexton 43’, 49’                | tr   | 55’ v. d. Walt           |
| Sexton 22’, 31’ Byrne 65’, 75’ | c.p. | 12’, 19’, 26’ v. d. Walt |

### Finale
| Arbitro: | Andrew Brace |

| |              | |
| Cowan-Dickie 79’ | mt           | 14’ Dulin |
| Farrell 79’ | tr           | 14’ Jalibert |
| Farrell 7’, 47’, 72’, 95’ Daly 18’ | c.p.         | 27’, 35’ Jalibert 69’, 75’ Carbonel |
| · Daly · 69’ Watson · Slade · O. Farrell · May · Ford · 69’ B. Youngs · 58’ Genge · 65’ George · 65’ Sinckler · Itoje · 43’ Launchbury · Curry · 43’ Underhill · B. Vunipola | Formazioni   | · Dulin · Raka · Moefana · Danty 47’ · Villière · Jalibert 61’ · Couilloud 80’ · Kolingar 52’ · Bourgarit 52’ · Aldegheri 39’ · Pesenti 55’ · Geraci · Woki 55’ · Jelonch · Tolofua |
| · 43’ Earl · 43’ J. Hill · 58’ Marler · 65’ Stuart · 65’ Cowan-Dickie · 69’ Malins · 69’ Robson                                                                              | Sostituzioni | · Atonio 39’ · Barassi 47’ · Mauvaka 52’ · Neti 52’ · Ducat 55’ · Macalou 55’ · Carbonel 61’ · Bézy 80’                                                                             |
| Eddie Jones | Allenatori   | Fabien Galthié |